# Gaidakot
Gaidakot (Nepali गैंडाकोट Gaidakot oder Gaindakot) ist eine Stadt (Munizipalität) im Distrikt Nawalparasi (Berdghat Susta East) in der Provinz Gandaki in Süd-Nepal.
Gaidakot liegt am rechten Flussufer des Narayani im mittleren Terai Nepals. Auf der gegenüberliegenden Flussseite, mit einer Brücke verbunden, liegt die Großstadt Bharatpur.
Die Fernstraße Mahendra Rajmarg verläuft durch Gaidakot.
Die Stadt entstand 2014 durch Zusammenlegung der Village Development Committees Amarapuri, Gaidakot und Mukundapur.  Das Stadtgebiet umfasst 101,81 km².
Oberhalb der Stadt befindet sich auf einem Hügel der Tempel Kalika Mandir.

## Einwohner
Bei der Volkszählung 2011 hatten die VDCs, aus welchen die Stadt Gaidakot entstand, 55.205 Einwohner in 13.024 Haushalten.